# Ермолаев, Александр Александрович
Александр Александрович Ермолаев (1906—1976) — полковник Советской Армии, участник Великой Отечественной войны, Герой Советского Союза (1943).

## Биография
Александр Ермолаев родился 7 января 1906 года в Златоусте в семье железнодорожника. В детстве сменил несколько мест проживания, жил в Златоусте, Красноярске, Новосибирске. Получил неполное среднее образование, после чего работал старшим учётчиком статистического отдела Сибирского края. В 1928—1930 годах проходил службу в Рабоче-крестьянской Красной Армии. Участвовал в конфликте на КВЖД. В 1930 году Ермолаев окончил курсы по подготовке пехотных командиров в Иркутске, после чего служил в штабе Сибирского военного округа. С июля 1942 года — на фронтах Великой Отечественной войны, в тот же месяц был ранен. В марте 1943 года окончил курсы «Выстрел», после чего вернулся на фронт. Принимал участие в боях на Воронежском и 1-м Украинском фронтах, командовал 565-м стрелковым полком 161-й стрелковой дивизии 40-й армии Воронежского фронта. Участвовал в Курской битве. Отличился во время битвы за Днепр.
23 сентября 1943 года Ермолаев со своим полком переправился через Днепр в районе села Луковица Каневского района Черкасской области Украины и захватил плацдарм на его западном берегу, отбив все немецкие контратаки.
Указом Президиума Верховного Совета СССР от 23 октября 1943 года за «образцовое выполнение боевых заданий командования на фронте борьбы с немецкими захватчиками и проявленные при этом мужество и героизм» майор Александр Ермолаев был удостоен высокого звания Героя Советского Союза с вручением ордена Ленина и медали «Золотая Звезда» за номером 3689.
В апреле 1944 года был во второй раз ранен. С марта 1945 года преподавал в Орджоникидзевском военно-автомобильном училище. В 1954 году в звании полковника Ермолаев вышел в отставку. Жил в доме № 22 (в настоящее время — объект культурного наследия) на улице Гибизова в Орджоникидзе.
Умер 11 октября 1976 года, похоронен на Аллее Славы Красногвардейского парка Владикавказа.
Был награждён двумя орденами Ленина, двумя орденами Красного Знамени, орденом Красной Звезды, рядом медалей.